# Loxura matienus
Loxura matienus är en fjärilsart som beskrevs av Hans Fruhstorfer 1912. Loxura matienus ingår i släktet Loxura och familjen juvelvingar. Inga underarter finns listade i Catalogue of Life.